# Off-pump kirurgi
Off-pump kirurgi kallas den teknik man använder för att göra bypass-operationer utan att använda hjärt-lungmaskin.
De tio senaste åren har kranskärlsoperationer utan hjärt-lungmaskiner blivit en etablerad metod. Det är välkänt att hjärt-lungmaskinen medför bieffekter så som inflammation i hela kroppen som orsakar vattensvullnader i viktiga organ som i hjärta, lungor, njurar och hjärna. 
En av de stora problemen med off-pump kirurgi är svårigheten att sy ett slående hjärta. För att klara av detta måste kirurgen använda ett stabiliseringsinstrument för att stilla området som behöver sys. Ett sådant system gör det möjligt för kirurgen att arbeta ostört på ett hjärta som fortfarande slår utan att koppla på en hjärt-lungmaskin. 
Det är omdiskuterat om huruvida det blir någon förbättring efter operationen jämfört med en vanlig bypass-operation.